# Strauss Metal Kft.
A Strauss Metal Kft. 1992-ben Pécsen alakult, biztonságtechnikai eszközöket, azon belül elsősorban páncélszekrényeket, széfeket gyártó magyar vállalkozás.

## Tevékenységi köre
A cég lemezmegmunkálással foglalkozik, a biztonságtechnikai termékeik saját tervezésben és kivitelezésben készülnek. Saját fejlesztésű az a könnyűszerkezetes kompozit is, melyet páncélszekrények, pánikszobák építéséhez használnak. A páncélszekrények mellett páncéltermek, fizetőautomaták, páncélozott autók felépítménye, lakossági, vállalat- és bankbiztonsági, pénzkezelési eszközök és egyéb értékmegőrzéssel kapcsolatos termékek készülnek.

## Története
A céget 1992-ben Strausz János alapította családi kisvállalkozásként.
Az 1990-es években megvásárolt Mohácsi úti telken az akkor 3000 négyzetméteres üzemcsarnokot 2011-ben egy telephelyfejlesztési pályázat segítségével 1700 négyzetméterrel bővítették. Ekkor szereztek be egy öttonnás híddarut, rakodó-emelőt, AWI-hegesztőgépet. Abban az évben összesen 225 millió forintos beruházást hajtottak végre.
A cég tagja a Dél-Dunántúli Gépipari Klaszternek, részben ennek révén kapcsolatban állnak a Pécsi Tudományegyetemmel, melynek Közgazdaságtudományi Kara Kereskedelmi és Marketing Tanszéke segített webáruházuk fejlesztésében.
2018. évi árbevétele 218, adózott eredménye 15 millió forint volt.

## Díjai, elismerései
- 2016: Magyar Brands díj az Innovatív Márka kategóriában[7]
- 2015: XIII. Magyar Innovációs Nagydíj - kiemelt elismerés[8]
- 2007: Magyar Formatervezési Díj[9]